# Padre Paraíso
Padre Paraíso è un comune del Brasile nello Stato del Minas Gerais, parte della mesoregione di Jequitinhonha e della microregione di Araçuaí.